# Kormos Judit
Kormos Judit (Budapest, 1970. december 1. –) nyelvész és professzor és az MA TESOL távoktatási program igazgatója a Lancasteri Egyetemen, az Egyesült Királyság nyelvtudományi és angol tanszékén. Kutatási területei: a motiváció az idegen nyelv tanulásában, az önszabályozás és az idegen nyelven írás. Kormosnak több publikációja jelent meg a diszlexia szerepéről az idegennyelv-tanulásban.
Kormosnak több publikációja jelent meg az idegen nyelv elsajátításának és használatának kognitív dimenziójával kapcsolatos munkájával kapcsolatban, különös tekintettel a szöveges produkció pszicholingvisztikus dimenziójára, valamint Alister Cumming, Ken Hyland, Rosa Manchón, Paul Matsuda, Lourdes Ortega, Charlene Polio, Neomy Storch és Marjolijn Verspoor őt az idegen nyelven írás egyik legbefolyásosabb kutatójának tekintik.

## Karrier
Kormos 1989-ben érettségizett az ELTE Apáczai Csere János Gyakorló Gimnázium és Kollégiumban. 1989-ben Apáczai emlékérmet kapott kítűnő tanulmámyi eredményéért.
Kormos az Eötvös Loránd Tudományegyetem Bölcsészettudományi Kar Angol–Amerikai Intézetében végzett 1994-ben, majd 1999-ben doktori fokozatot szerzett. Témavezetője Dörnyei Zoltán volt. Kormos 2008-tól a Lancasteri Egyetemen oktat. 2012-ben "reader"-ré léptették elő a Lancasteri Egyetemen. 2015. január 8-án professzori címet szerzett.
Kormos az angol nyelvtanárok – Európai Bizottság által finanszírozott – Dyslexia projektjének koordinátora. 2011 óta a Journal of Second Language Writing szerkesztőségének tagja. Emellett a Language Learning amerikai folyóirat szerkesztője.
2012-ben interjú készült Kormossal, amelyet a magyar ATV televíziós csatornán tűztek műsorra. Kormos a 2010-es évek elején az idegennyelv-tanítás területén bekövetkezett változásokról beszélt. Hangsúlyozta annak fontosságát, hogy a hallgatók idegen nyelveket tanuljanak önállóan, autonóm módon, modern technológiai eszközök segítségével. 2014. május 21-én a Pearson Education új video-előadássorozatot adott ki a diszlexia és az idegen nyelvek tanulásáról a YouTube-on. Kormos mutatta be a sorozat első videóját, és a diszlexia pszichológiai hatásait tárgyalta az idegen nyelvtanulás folyamatain. 
2014-ben Kormos öt partnerországból álló európai csapattal együtt elnyerte a Brit Tanács ELTons díját a Kiválóság kurzusinnováció kategóriában. 

## Kutatás
2014. június 20-án Kormos kutatásáról megjelent egy cikk a Guardian oktatási weboldalán, amely a fogyatékkal élő hallgatók nyelvtanításáról szól. Azt mondta, hogy a tanítási módszereket és anyagokat adaptálni kell a diszlexiás tanulók számára, ahelyett, hogy nem vehetnek részt az idegennyelvórákon. A diszlexiás hallgatók sikeresen képesek más nyelvet elsajátítani, és lehetőséget kell biztosítani számukra. A tanárnak tisztában kell lennie a diszlexiával, és kissé másképp kell tanítania az ilyen diákokat. Például a tanároknak több vizuális anyagot kell bemutatniuk, és egy kicsit másképp kell magyarázniuk a a tananyagot, mint a többi tanuló számára. Egyes tanulók befogadóbbak a tanulás audiocsatornáira, mások viszont a vizuális csatornákat részesítik előnyben. Ezért a kettő kombinációjának használata valóban hatékony lehet.

## Akadémiai díjak
- 2012: Az Edinburgh-i herceg könyvdíjainak rövid listája[16]
- 2012: Pilkington Oktatási Díj[17]
- 2013: Nemzeti Oktatási Ösztöndíj[18] [19]

## Bibliográfia

### Könyvek
- Kontráné Hegybíró, E., & Kormos, J. (2006). Testing for language teachers. Budapest: Okker Kiadó.
- Kormos, J. (2006). Speech production and second language acquisition. (Cognitive sciences and second language acquisition). Mahwah, N.J.: Lawrence Erlbaum Associates.
- Kormos, J., & Kontra, E. H. (2008). Language learners with special needs: an international perspective. Bristol: Multilingual Matters.
- Kormos, J., & Smith, A. M. (2012). Teaching foreign languages to learners with specific learning differences. Bristol: Multilingual Matters.
- Kormos, J. (Editor) (2014). Speech production and second language acquisition. Routledge. ISBN 978-0805856583ISBN
- Dóczi, B., & Kormos, J. (2016). Longitudinal developments in vocabulary knowledge and lexical organization. New York: Oxford University Press.
- Kormos, J. (2017). The Second Language Learning Processes of Students with Specific Learning Difficulties. (Second Language Acquisition Research Series). New York: Routledge

### Cikkek
- Kormos, J. (1999). Simulating conversations in oral proficiency assessment: A conversation analysis of role-plays and non-scripted interviews in language exams. Language Testing, 16(2), 163-188. doi:
- Kormos, J. (1999). Monitoring and self-repair in L2. Language Learning, 49(2), 303-342. doi:
- Dörnyei, Z., & Kormos, J. (2000). The role of individual and social variables in task performance. Language Teaching Research, 4(3), 275-300. doi:
- Kormos, J. (2000). The timing of self-repairs in second language speech production. Studies in Second Language Acquisition, 22(2), 145-169. doi:
- Kormos, J. (2000). The role of attention in monitoring second language speech production. Language Learning, 50(2), 343-384. doi:
- Németh, N., & Kormos, J. (2001). Pragmatic aspects of task performance: The case of argumentation. Language Teaching Research, 5(3), 213-240. doi:
- Kormos, J., Kontra, E. H., & Csölle, A. (2002). Language wants of English majors in a non-native context. System, 30(4), 517-542. doi:
- Albert, Á., & Kormos, J. (2004). Creativity and narrative task performance: An exploratory study. Language Learning, 54(2), 277-310. doi:
- Kormos, J. & Dénes M. (2004). Exploring measures and perceptions of fluency in the speech of second language learners. System, 32(2), 145-164.
- Kormos, J., & Csizér, K. (2007). An interview study of inter-ethnic contact and its role in language learning in a foreign language environment. System, 35(2), 241-258. doi:
- Kormos J. & Csizér K. (2008). Age‐related differences in the motivation of learning English as a foreign language: Attitudes, selves, and motivated learning behavior. Language Learning, 58(2), 327-355. doi:
- Kormos, J., & Sáfár, A. (2008). Phonological short term-memory, working memory and foreign language performance in intensive language learning. Bilingualism: Language and Cognition, 11(2), 261-271. doi:
- Kormos, J., Csizér, K., & Sarkadi, Á. (2009). The language learning experiences of students with dyslexia: lessons from an interview study. Innovation in Language Learning and Teaching, 3(2), 115-130. doi:
- Csizér, K., & Kormos, J. (2009). Modelling the role of inter-cultural contact in the motivation of learning English as a foreign language. Applied Linguistics, 30(2), 166-185. doi:
- Csizér, K., Kormos, J., & Sarkadi, Á. (2010). The dynamics of language learning attitudes and motivation : lessons from an interview study of dyslexic language learners. The Modern Language Journal, 94(3), 470-487. doi:
- Csizér, K., & Kormos, J. (2010). A comparison of the foreign language learning motivation of Hungarian dyslexic and non-dyslexic students. International Journal of Applied Linguistics, 20(2), 232-250. doi:
- Kiddle, T., & Kormos, J. (2011). The effect of mode of response on a semi-direct test of oral proficiency. Language Assessment Quarterly, 8(4), 342-360. doi:
- Kormos, J. (2011). Task complexity and linguistic and discourse features of narrative writing performance. Journal of Second Language Writing, 20(2), 148-161. doi:
- Kormos, J., Kiddle, T., & Csizér, K. (2011). Goals, attitudes and self-related beliefs in second language learning motivation : an interactive model of language learning motivation. Applied Linguistics, 32(5), 495.
- Kormos, J., & Trebits, A. (2012). The role of task complexity, modality and aptitude in narrative task performance. Language Learning, 62(2), 439-472. doi:
- Declerck, M., & Kormos, J. (2012). The effect of dual task demands and proficiency on second language speech production. Bilingualism: Language and Cognition, 15(4), 782-796. doi:
- Kormos, J. (2012). The role of individual differences in L2 writing. Journal of Second Language Writing, 21(4), 390-403. doi:
- Kormos, J., & Kiddle, T. (2013). The role of socio-economic factors in motivation to learn English as a foreign language: the case of Chile. System, 41(2), 399-412. doi:
- Kormos, J., Csizér, K., & Iwaniec, J. (2014). A mixed method study of language learning motivation and inter-cultural contact of international students. Journal of Multilingual and Multicultural Development, 35(2), 151-166. doi:
- Kormos, J., & Csizer, K. (2014). The interaction of motivation, self-regulatory strategies, and autonomous learning behavior in different learner groups. TESOL Quarterly, 48(2), 275-299. doi:
- Lambert, C., & Kormos, J. (2014). Complexity, accuracy and fluency in task-based second language research: toward more developmentally-based measures of second language acquisition. Applied Linguistics, 35(5), 607-614. doi:
- Jahan, A., & Kormos, J. (2015). The impact of textual enhancement on EFL learners’ grammatical awareness. International Journal of Applied Linguistics, 25(1), 46-66. doi:
- Préfontaine, Y., & Kormos, J. (2015). The relationship between task difficulty and second language fluency in French: a mixed-methods approach. The Modern Language Journal, 99(1), 96-112. doi:
- Mazgutova, D., & Kormos, J. (2015). Syntactic and lexical development in an intensive English for Academic Purposes programme. Journal of Second Language Writing, 29, 3-15. doi:
- Préfontaine, Y., Kormos, J., & Johnson, D. E. (2016). How do utterance measures predict raters’ perceptions of fluency in French as a second language? Language Testing, 33(1), 53-73. doi:
- Préfontaine, Y., & Kormos, J. (2016). A qualitative analysis of perceptions of fluency in second language French. International Review of Applied Linguistics in Language Teaching, 54(2), 151-169. doi:
- Lambert, C., Kormos, J., & Minn, D. (2017). Task repetition and second language speech processing. Studies in Second Language Acquisition, 39(1), 167-196. doi:
- Kormos, J. (2017). The effects of specific learning difficulties on processes of multilingual language development. Annual Review of Applied Linguistics, 37, 30-44. doi:
- Indrarathne, B., & Kormos, J. (2017). Attentional processing of input in explicit and implicit learning conditions: an eye-tracking study. Studies in Second Language Acquisition, 39(3), 401-430. doi:
- Kormos, J., & Nijakowska, J. (2017). Inclusive practices in teaching students with dyslexia: Second language teachers’ concerns, attitudes and self-efficacy beliefs on a massive open online learning course. Teaching and Teacher Education, 68, 30-41. doi:
- Kormos, J., & Prefontaine, Y. (2017). Affective factors influencing fluent performance: French learners’ appraisals of second language speech tasks. Language Teaching Research, 21(6), 699-716. doi:
- Indrarathne, B., & Kormos, J. (2018). The role of working memory in processing L2 input: insights from eye-tracking. Bilingualism: Language and Cognition, 21(2), 355-374. doi:
- Kormos, J., Kosak-Babuder, M., & Pizorn, K. (2018). The role of low-level first language skills in second language reading, reading-while-listening and listening performance: a study of young dyslexic and non-dyslexic language learners. Applied Linguistics. doi:
- Indrarathne, H. D. B. N., Ratajczak, M. P., & Kormos, J. (2018). Modelling Changes in the Cognitive Processing of Grammar in Implicit and Explicit Learning Conditions: Insights from an Eye-Tracking Study. Language Learning, 68(3), 669-708. doi:
- Kosak-Babuder, M., Kormos, J., Ratajczak, M., & Pizorn, K. (2019). The effect of read-aloud assistance on the text comprehension of dyslexic and non-dyslexic English language learners. Language Testing, 36(1), 51-75. doi:
- Michel, M., Kormos, J., Brunfaut, T., & Ratajczak, M. (2019). The role of working memory in young second language learners’ written performances. Journal of Second Language Writing, 45, 31-45. doi:

## Fordítás
- Ez a szócikk részben vagy egészben  a   Judit Kormos című angol Wikipédia-szócikk ezen változatának fordításán alapul.  Az eredeti cikk szerkesztőit annak laptörténete sorolja fel. Ez a jelzés csupán a megfogalmazás eredetét és a szerzői jogokat jelzi, nem szolgál a cikkben szereplő információk forrásmegjelöléseként.